# Klub ligových kanonýrů
Klub ligových kanonýrů týdeníku Gól (tak se tento klub jmenuje plným názvem) je společnost českých a československých fotbalistů, kteří vstřelili alespoň 100 prvoligových gólů, vytvořená na základě soutěže, která byla vyhlášena v roce 1972 týdeníkem Gól. Tento klub vznikl na popud fotbalového statistika Luboše Jeřábka podle podobného Klubu střelců Sovětského svazu, který založil Grigorij Fedotov. Od roku 2016 anketu vede Fotbalová asociace České republiky.
Obdobnou anketou je Klub ligových brankářů týdeníku Gól.

## Historie
Luboš Jeřábek, tehdejší spolupracovník týdeníku Gól, přišel do redakce s myšlenkou ustavit sovětskému vzoru podobný klub již v roce 1971. Redakce tento návrh podpořila a vyhlásila o rok později. Jelikož se do té doby nikde fotbalové statistiky neevidovaly, trvalo Jeřábkovi do roku 1974, než se mu podařilo projít tiskoviny a vyhledat všechny střelce 100 a více gólů v československých prvoligových zápasech od roku 1925 vyjma protektorátních ročníků. Po sečtení gólů se objevilo prvních 22 ligových kanonýrů, kteří měli nárok do klubu vstoupit. Byli jimi Josef Silný, Josef Bican, Miroslav Wiecek, František Kloz, Ladislav Pavlovič, Vlastimil Kopecký, Jiří Pešek, Oldřich Nejedlý, Jozef Adamec, Emil Pažický, Raymond Braine, Antonín Puč, Václav Mašek, Jiří Křižák, Anton Moravčík, Vojtěch Bradáč, Ota Hemele, Antonín Hájek, František Svoboda, Jaroslav Cejp, Josef Kadraba a Adolf Scherer, přičemž Kadraba a Scherer byli do seznamu dopsáni až v roce 1989, jelikož emigrovali do zahraničí a jejich uvedení na seznamu proto cenzurovaly úřady. Dvacet hráčů tedy jako první vstoupilo do klubu a získalo pamětní odznaky podle návrhu Františka Ulče, kterých bylo vyrobeno celkem sto. Odznak s číslem 1 získal zřejmě nejlepší český a československý střelec všech dob Josef Bican.

## Pravidla
Pravidla se od roku 1972 několikrát změnila. Původně se počítaly pouze góly v nejvyšší československé lize od roku 1925. To se změnilo po uvolnění politického režimu, kdy hrozilo, že klub zanikne, protože hráči odcházeli do ciziny. V roce 1991 proto bylo přidáno pravidlo, podle kterého se počítaly i góly vstřelené v evropských nejvyšších ligách od 1. ledna 1991. V roce 1993 se začaly hráčům počítat i góly z let 1939–1944 (protektorátní). Josefu Bicanovi tak značně narostlo konto vstřelených branek.
Další reforma proběhla v roce 2016. Hráčům se připočetly i branky z nejvyšších evropských lig (ale i ligových soutěží z ostatních světadílů) před 1. lednem 1991. Komisí pro historii a statistiku FAČR ve spolupráci s vedením AS Press, které je vydavatelem internetového týdeníku GÓL (www.gol.cz), majitele práv na Klub ligových kanonýrů týdeníku Gól, a majetkově patří fotbalové asociaci, byla schválena nová pravidla, která byla zveřejněna na tiskové konferenci 3. prosince 2016 zároveň s novým (přepočítaným) aktuálním pořadím Klubu ligových kanonýrů týdeníku Gól.
Do KLK týdeníku Gól přibylo devět nových jmen: Pavel Černý, Pavol Diňa, Ivan Hašek, Ladislav Kubala, Ľubomír Luhový, Tibor Mičinec, Jozef Obert, Antonín Panenka a Jiří Sobotka.
U jedenácti stávajících členů (A. Hájek, V. Daněk, A. Scherer, M. Luhový, S. Griga, T. Skuhravý, P. Bičovský, J. Silný, L. Vízek, P. Herda a P. Janečka) došlo k navýšení jejich konta, nejvíce u Václava Daňka, kterému přibylo 35 branek vstřelených v Innsbrucku do 31. prosince 1990. Tím se tento kanonýr dostal na pozici nejlepšího střelce poválečné historie. Na toto uznání čekal dlouhých 25 let. Později ho překonal David Lafata, který skončil s 204 ligovými brankami na kontě.
Ještě déle však čekal na uznání a zařazení do elitní společnosti muž, který svoji hráčskou kariéru rozdělil mezi Zlín a francouzské kluby. Dočkal se až po téměř pětatřiceti letech od smrti!
V červenci 2019 byly objeveny dosud málo známé informace o útočníku Josefu Humpálovi. Narodil se 30. ledna 1918 v Olomouci, ale fotbalový talent rozvíjel ve Zlíně v klubu SK Baťa Zlín, který od roku 1938 působil v nejvyšší soutěži. Josef Humpál zde odehrál osm ročníků a v době „válečné“ ligy byl nejlepším střelcem týmu. V československé a českomoravské lize zaznamenal 69 branek a pak v roce 1946 odešel do francouzského klubu FC Sochaux-Montbéliard. V prvním roce svého působení mu pomohl 45 góly k postupu do první ligy, kterou zde hrál čtyři roky a ve 119 utkáních nastřílel 66 branek. V roce 1951 odešel do Montpellier, kde byl hrajícím trenérem a slavil postup do ligy, ke kterému přispěl 19 brankami. Další ročník se mu postup do první ligy povedl s Racingem Štasburk, v roli hrajícího trenéra přidal dalších 16 druholigových branek a 16 nahrávek! Další dva roky byl hrajícím trenérem Štrasburku v lize, nastoupil už ale jen dvanáctkrát a dal jediný gól – 5. prosince 1954. Později působil jako trenér, zejména deset let v Neuchâtelu, kde také 19. prosince 1984 zemřel. 
Dne 6. srpna 2020 byl symbolicky uveden do Klubu ligových kanonýrů Milan Škoda a tři slovenští fotbalisté. Stali se jimi Jozef Luknár se 119 brankami, Viktor Tegelhoff se 113 góly a Gejza Šimanský se 106 brankami. „Komise pro historii a statistiku Fotbalové asociace ČR se rozhodla započítávat góly vstřelené v letech 1939 až 1945 v lize Slovenského štátu, které jsou analogicky počítány jako branky vstřelené ve stejném období v naší protektorátní lize,“ vysvětlil předseda komise Jaroslav Kolář. „Všichni tři nově přijatí hráči měli před rokem 1993 československé občanství, většinu branek vstřelili v československé lize a zbytek v lize Slovenského štátu nebo reprezentovali Československo. Jozef Luknár hrál a střílel góly za I. ČsŠK/ŠK Bratislava a jednou reprezentoval Československo, Viktor Tegelhoff reprezentoval desetkrát a góly dával za ŠK/Sokol NV/Slovan Bratislava a ŠK Ružomberok, Gejza Šimanský nastoupil v československém reprezentačním dresu v 15 utkáních a ligové góly střílel v Bratislavě, Prešově a pražském Tankistovi.“
Dne 3. května 2022 u příležitosti oznámení akce Kanonýři v Kroměříži pořádané v tomto městě 18. června 2022 na oslavu 50. výročí vzniku Klubu, byly oznámeny další změny, týkající se tří kanonýrů.
Ladislav Kareš má nově 169 gólů, tedy o šest branek více. Z velmi kvalitního archivu historika Romana Jaška jednoznačně vyplývá, že o pět branek více zaznamenal v dresu Bohemians AFK Praha (91/86), o jednu více ve Viktorii Plzeň (21/20), o tři góly méně v Teplicích (25/28) a o tři více v Dynamu Slavii Praha 24/21)
Josef Silný má nově 136 gólů, o devět více. Hráč, který jako první z kanonýrů dosáhl mety sto branek, neměl započítány góly z působení v SC Nimes v ročníku 1934/35. Díky webu „fotballdatabase“ se podařilo branky dohledat.
Václav Mašek má nově 123 branek, o dvě více. Provozovatel ankety kterým je AS Press, vydavatel týdeníku GÓL, rozhodl o tom, že utkání o záchranu v lize v ročníku 1961/62 hrané 19. 7. 1962 v Brně mezi Spartakem Praha Sokolovo a Dynamem Žilina (2:0) je potřeba zahrnout do statistik Klubu ligových kanonýrů, protože šlo o souboj dvou ligových týmů. Václav Mašek vstřelil obě branky, které mu byly nově započítány.
(všechny tyto změny provedl provozovatel KLK společnost AS Press, vydavatel týdeníku GÓL, majitel práv na Klub ligových kanonýrů)

### Pravidla pro vstup do KLK týdeníku Gól platná od 22. listopadu 2016
Členem Klubu ligových kanonýrů týdeníku Gól se může stát:
- Fotbalista s českým občanstvím, který vstřelí minimálně 100 gólů v nejvyšších soutěžích v Česku či v Československu nebo v zahraničí.

- Fotbalista s československým občanstvím (před rokem 1993), který vstřelí minimálně 100 gólů v nejvyšších soutěžích v Česku či v Československu nebo v zahraničí. Podmínkou je, aby většinu z těchto gólů vstřelil v československé nebo v české lize nebo aby reprezentoval Československo (například L. Kubala nebo Ľ. Luhový, kteří splnili podmínku, že reprezentovali Československo; P. Diňa, který splnil podmínku, že vstřelil většinu gólů v československé lize. Není rozhodující, zda a kdy majitel toto občanství pozbyl nebo znova nabyl (např. A. Scherer). Góly vstřelené v zahraničí před nabytím občanství se nezapočítávají (např. Kubala před příchodem na Slovensko). Stejně jako Josef Bican, který v rakouské lize střílel góly jako rakouský občan a až v roce 1938 získal československé občanství.

- Cizinec (nositel jiného občanství), který dosáhl nejméně 100 branek v české nebo československé lize (např. R. Braine).

### POZOR - Zásadní změny v KLK po představení oficiálních statistik fotbalové ligy[2]
Fotbalová asociace ČR (FAČR) představila 25. června 2025 oficiální statistiky fotbalové ligy. Statistiky jsou doplňovány průběžně a aktuálně zahrnují všechny ročníky od roku 1925 po současnost. Jejich obsah vychází z ověřených zdrojů a dostupných podkladů nejrůznějšího druhu (dobový tisk, matriky, konzultace s pamětníky, soukromé sbírky a podobně), na kterých původní autoři Roman Jašek a Aleš Jandač (CSFotbal), pracovali desítky let. Tyto jedinečné a oficiální statistiky je možné nyní najít na adrese: https://statistiky1ligy.fotbal.cz/
Oficiální statistiky v některých případech upřesňují údaje u jednotlivých kanonýrů, členů KLK, ale i u hráčů, kteří na vstup čekají nebo kýžené stovky nedosáhli. Nadace fotbalových internacionálů, která po ukončení činnosti AS Press, vydavatele týdeníku GÓL, je nyní majitelem práv na KLK, pochopitelně nově upřesněné statistiky respektuje. Změny byly zveřejněny 18. července 2025.

## Členové klubu
Nové údaje platné po schválení nových pravidel o vstupu do KLK týdeníku Gól. Aktualizováno 18. července 2025
Tučně jsou označeni stále aktivní hráči
| Č.  | Jméno              | Branky | Datum poslední | Branky/Klub |
| --- | ------------------ | ------ | -------------- | --- |
| 1.  | Josef Bican        | 444    | 21.8.1955      | 416 Slavia Praha, 28 Vítkovické železárny |
| 2.  | Vlastimil Kopecký  | 255    | 9.9.1950       | 255 Slavia Praha |
| 3.  | David Lafata       | 204    | 4.5.2018       | 27 České Budějovice, 6 Austria Vídeň, 88 Jablonec, 83 Sparta Praha                                                                                       |
| 4.  | Antonín Hájek      | 198    | 10.6.1944      | 198 SK Plzeň |
| 5.  | Václav Daněk       | 196    | 11.3.1995      | 98 Baník Ostrava, 12 Dukla Praha, 83 Tirol Innsbruck, 3 Le Havre                                                                                         |
| 6.  | Jan Koller         | 180    | 30.10.2009     | 5 Sparta Praha, 44 Lokeren, 42 Anderlecht, 59 Dortmund, 12 Monaco, 2 Norimberk, 16 Samara                                                                |
| 7.  | František Kloz     | 178    | 1.9.1940       | 175 Kladno, 3 Slavia Praha |
| 8.  | Horst Siegl        | 176    | 28.8.2006      | 128 Sparta Praha, 7 RH Cheb, 25 Příbram, 5 Viktoria Plzeň, 11 Most                                                                                       |
| 9.  | Oldřich Nejedlý    | 175    | 2.6.1946       | 157 Sparta Praha, 18 Rakovník |
| 9.  | Vojtěch Bradáč     | 175    | 9.6.1944       | 105 Slavia Praha, 24 Viktoria Žižkov, 6 Sparta Praha, 30 SK Nusle, 10 Sochaux-Montbéliard                                                                |
| 11. | Miroslav Wiecek    | 173    | 6.9.1964       | 173 Baník Ostrava |
| 12. | Jozef Adamec       | 170    | 5.9.1976       | 138 Spartak Trnava, 17 Dukla Praha, 15 Slovan Bratislava                                                                                                 |
| 13. | Ladislav Kareš     | 168    | 2.6.1951       | 91 Bohemians Praha, 8 SK Pardubice, 20 Viktoria Plzeň, 25 Sokol/Technomat Teplice, 24 Slavia Praha                                                       |
| 14. | Ladislav Kubala    | 166    | 26.8.1967      | 14 ŠK Bratislava, 10 Vasas Budapešť, 131 FC Barcelona, 7 Espanyol Barcelona, 5 Toronto Falcons                                                           |
| 14. | Ladislav Pavlovič  | 166    | 17.3.1965      | 152 Dukla/Tatran Prešov, 14 ČH Bratislava |
| 16. | Jiří Pešek         | 155    | 10.5.1964      | 33 Sparta Praha, 81 Bohemians Praha, 38 Slavia Praha, 3 Motorlet Praha                                                                                   |
| 17. | Pavel Kuka         | 154    | 25.5.2005      | 95 Slavia Praha, 9 RH Cheb, 39 Kaiserslautern, 10 Norimberk, 1 VfB Stuttgart                                                                             |
| 18. | Radek Drulák       | 153    | 15.5.1998      | 28 RH Cheb, 72 Sigma Olomouc, 50 Drnovice, 3 FC Linz |
| 19. | Adolf Scherer      | 151    | 19.9.1970      | 72 ČH Bratislava, 27 Slovnaft Bratislava, 3 Lokomotíva Košice, 26 VSS Košice, 23 Olympique Nîmes                                                         |
| 20. | Josef Humpál       | 147    | 5.12.1954      | 80 Baťa Zlín, 66 Sochaux-Montbéliard, 1 Racing Štrasburk                                                                                                 |
| 21. | Antonín Rýgr       | 146    | 21.11.1954     | 73 SK/Ocelárny Kladno, 29 ASO Olomouc, 44 Sparta Praha                                                                                                   |
| 22. | Zdeněk Nehoda      | 145    | 25.9.1982      | 21 TJ Gottwaldov, 124 Dukla Praha |
| 23. | Milan Luhový       | 143    | 10.12.1994     | 23 Slovan Bratislava, 78 Dukla Praha, 22 Sporting Gijón, 16 PAOK Soluň, 2 Saint-Étienne, 2 Sint Truiden                                                  |
| 24. | Stanislav Griga    | 141    | 28.4.1993      | 120 Sparta Praha, 3 Dukla Praha, 9 Rapid Vídeň, 9 Feyenoord                                                                                              |
| 24. | Milan Baroš        | 141    | 1.9.2019       | 45 Baník Ostrava, 19 Liverpool, 9 Aston Villa, 7 Olympique Lyon, 48 Galatasaray Istanbul, 2 Antalyaspor, 6 Mladá Boleslav, 5 Slovan Liberec              |
| 26. | Antonín Panenka    | 139    | 7.6.1985       | 76 Bohemians Praha, 63 Rapid Vídeň |
| 27. | Vladimír Hönig     | 138    | 28.6.1953      | 85 Baťa Zlín/Jiskra Gottwaldov, 53 Viktoria Plzeň |
| 28. | Vratislav Lokvenc  | 137    | 20.10.2007     | 8 Hradec Králové, 74 Sparta Praha, 36 Kaiserslautern, 10 Bochum, 9 RB Salzburg                                                                           |
| 29. | Josef Silný        | 136    | 2.6.1935       | 77 Sparta Praha, 31 Slavia Praha, 23 SC Nîmes, 5 Bohemians Praha                                                                                         |
| 30. | Ota Hemele         | 134    | 23.8.1963      | 95 Slavia Praha, 36 ATK/ÚDA Praha, 2 SK Židenice, 1 Motorlet Praha                                                                                       |
| 30. | Vladimír Perk      | 134    | 1.6.1952       | 134 Viktoria/Škoda/ZVIL Plzeň |
| 32. | Tomáš Skuhravý     | 133    | 4.6.1995       | 59 Sparta Praha, 17 RH Cheb, 57 FC Janov |
| 33. | Jiří Sobotka       | 132    | 5.10.1952      | 68 Slavia Praha, 17 Hajduk Split, 18 Baťa Zlín, 29 La Chaux-de-Fonds                                                                                     |
| 34. | Jiří Křižák        | 131    | 13.11.1960     | 106 Baník Ostrava, 13 Svit Gottwaldov, 12 Vítkovické železárny                                                                                           |
| 35. | Přemysl Bičovský   | 130    | 23.10.1987     | 58 Sklo Union Teplice, 18 Dukla Praha, 30 Bohemians Praha, 18 Eisenstadt, 6 Mödling                                                                      |
| 36. | Pavol Diňa         | 129    | 10.5.1997      | 59 Banská Bystrica, 49 Dunajská Streda, 14 1. FC Košice, 4 Lokomotíva Košice, 3 Humenné                                                                  |
| 37  | Libor Došek ml.    | 128    | 23.4.2016      | 5 Blšany, 29 Boby/Stavo Artikel/1. FC Brno, 7 Slovan Liberec, 28 Sparta Praha, 3 Xanthi, 4 FK Teplice, 52 Slovácko                                       |
| 38. | Ladislav Vízek     | 126    | 21.5.1988      | 115 Dukla Praha, 11 Le Havre |
| 38. | Emil Pažický       | 126    | 19.3.1961      | 33 ŠK/Iskra Žilina, 78 Sokol NV/Slovan Bratislava, 14 ATK Praha, 1 Trenčín                                                                               |
| 40. | Josef Ludl         | 125    | 12.11.1950     | 98 Sparta Praha, 27 Viktoria Žižkov |
| 41. | Milan Škoda        | 123    | 31.8.2022      | 17 Bohemians Praha, 77 Slavia Praha, 19 Rizespor, 10 Mladá Boleslav                                                                                      |
| 41. | Václav Mašek       | 123    | 6.4.1973       | 122 Sparta Praha, 1 Dukla Praha |
| 43. | René Wagner        | 122    | 13.4.2008      | 40 Boby/1. FC Brno, 75 Rapid Vídeň, 7 Mattersburg |
| 43. | Raymond Braine     | 120    | 6.12.1936      | 120 Sparta Praha |
| 45. | Antonín Puč        | 121    | 28.4.1940      | 111 Slavia Praha, 10 Viktoria Žižkov |
| 46. | Jozef Luknár       | 119    | 23.5.1947      | 119 I. ČsŠK/ŠK Bratislava |
| 47. | Karel Kroupa       | 118    | 21.3.1982      | 118 Zbrojovka Brno |
| 48. | Josef Kadraba      | 117    | 11.5.1967      | 25 Slavia Praha, 3 Slavoj Liberec, 11 Tankista Praha, 23 Sparta Praha, 55 Kladno                                                                         |
| 49. | Jan Melka          | 116    | 22.9.1946      | 98 Prostějov, 18 Bohemians Praha |
| 50. | Jaroslav Cejp      | 115    | 16.9.1951      | 95 Sparta Praha, 20 SK Pardubice |
| 50. | Ján Strausz        | 115    | 29.5.1975      | 115 VSS Košice |
| 52. | Viktor Tegelhoff   | 113    | 14.8.1955      | 27 Ružomberok, 86 ŠK/Sokol NV Bratislava |
| 52. | Vlastimil Preis    | 113    | 29.10.1955     | 55 Sparta Praha, 21 Čechie Karlín, 7 Cannes, 30 Sokol NV Bratislava                                                                                      |
| 52. | Gejza Kocsis       | 113    |                | 15 Teplitzer FK 03, 21 Bohemians AFK Vršovice, 77 Ujpesť TE                                                                                              |
| 55. | Ivan Hašek         | 112    | 17.8.1997      | 63 Sparta Praha, 7 Racing Štrasburk, 30 Sanfrecce Hirošima, 12 JEF United Ičihara                                                                        |
| 56. | Tomáš Pekhart      | 111    | 24.5.2024      | SK Slavia Praha 2, FK Jablonec 15, AC Sparta Praha 7, 1. FC Norimberk 14, AEK Athény 12, Hapoel Beer Ševa FC 10, Gaziantep FK 1, Legia Varšava 50        |
| 57. | Peter Herda        | 110    | 9.5.1987       | 79 Slavia Praha, 27 RH Cheb, 1 Slovan Bratislava, 3 Charleroi                                                                                            |
| 57. | Anton Moravčík     | 110    | 14.6.1964      | 24 Slovena Žilina, 15 ÚDA Praha, 70 Slovan Bratislava |
| 59. | Jan Říha           | 109    | 17.6.1950      | 109 Sparta Praha |
| 59. | Petr Janečka       | 109    | 6.3.1988       | 63 Zbrojovka Brno, 42 Bohemians Praha, 4 Racing Jet Brusel                                                                                               |
| 59  | Jozef Obert        | 109    | 12.5.1971      | 61 Slovan Bratislava, 15 Tatran Prešov, 14 RH Brno, 4 ČH Bratislava, 15 Wacker Innsbruck                                                                 |
| 62. | František Svoboda  | 108    | 14.11.1937     | 108 Slavia Praha |
| 62. | Ladislav Józsa     | 108    | 13.10.1979     | 104 Lokomotíva Košice, 4 Trenčín |
| 62. | Pavel Černý st.    | 108    | 25.11.2001     | 53 Hradec Králové, 30 Sparta Praha, 25 Sanfrecce Hirošima                                                                                                |
| 65. | Ľubomír Luhový     | 108    | 1.10.2000      | 76 Inter Bratislava, 17 Spartak Trnava, 3 Banská Bystrica, 1 Artmedia Petržalka, 8 Urawa Red Diamonds, 3 GAK Graz                                        |
| 66. | Jan Chramosta      | 107    | 16.8.2025      | 49 FK Mladá Boleslav, 49 FK Jablonec, 6 Bohemians Praha 1905, 3 FC Viktoria Plzeň                                                                        |
| 67. | Jiří Štajner       | 106    | 27.10.2013     | 57 Slovan Liberec, 42 Hannover, 3 Sparta Praha, 4 Mladá Boleslav                                                                                         |
| 67. | Stanislav Vlček    | 106    | 14.8.2011      | 6 Bohemians Praha, 2 České Budějovice, 42 Sigma Olomouc, 2 Dynamo Moskva, 44 Slavia Praha, 10 Anderlecht                                                 |
| 67. | Jan Seidl          | 106    | 13.11.1949     | 106 Kladno |
| 67. | Gejza Šimanský     | 106    | 18.5.1958      | 54 ŠK/Sokol NV/Slovan Bratislava, 44 Dukla/Tatran Prešov, 8 Tankista Praha                                                                               |
| 71. | Jiří Zmatlík       | 105    | 23.9.1951      | 94 Sparta Praha, 7 Viktoria Plzeň, 4 Čechie Karlín |
| 71. | Tibor Mičinec      | 105    | 9.4.1995       | 52 Bohemians Praha, 28 Dunajská Streda, 20 Omonia Nikosia, 5 Benešov                                                                                     |
| 73. | Jan Nezmar         | 104    | 24.3.2012      | 62 Slovan Liberec, 24 Ružomberok, 10 Slovácko, 8 Opava                                                                                                   |
| 74. | Verner Lička       | 103    | 19.6.1986      | 103 Baník Ostrava |
| 74. | Marián Masný       | 103    | 13.5.1985      | 97 Slovan Bratislava, 6 ZŤS Petržalka |
| 76. | Ferdinand Plánický | 102    | 2.9.1950       | 102 Bohemians Praha |
| 77. | Jakub Řezníček     | 101    | 8.3.2025       | 39 Brno, 16 Příbram, 15 Mladá Boleslav, 13 FK Teplice, 6 Sigma Olomouc, 5 České Budějovice, 2 Viktoria Plzeň, 3 Dukla Praha, 1 Ružomberok, 1 KSC Lokeren |
| 78  | Jozef Levický      | 100    | 5.6.1978       | 100 Inter Bratislava |
| 78. | Stanislav Štrunc   | 100    | 28.5.1977      | 35 Škoda Plzeň, 65 Dukla Praha |
| 78. | Ján Čapkovič       | 100    | 10.4.1977      | 100 Slovan Bratislava |

Poznámka: U hráče Jiřího Sobotky bylo dopočítáno 29 branek, které vstřelil ve švýcarské lize za klub La Chaux-de-Fonds. Doplněno 26. prosince 2018 na základě nově vydané statistiky švýcarské ligy.
Komise pro historii a statistiku FAČR pokračovala v kontrole a doplňování statistik Klubu ligových kanonýrů týdeníku Gól:
Antonín Bradáč není členem Klubu ligových kanonýrů týdeníku Gól
Po celou dobu od založení Klubu ligových kanonýrů týdeníku Gól se v pořadí střelců objevoval chybný údaj. Šlo o záměnu bratří Bradáčů. Problém je o to větší, že mladší z bratrů Antonín Bradáč po opravě vypadl z KLK. Přišel o šest branek, které byly naopak přičteny na konto jeho bratra Vojtěcha Bradáče.
Zde je vysvětlení, na které opakovaně upozorňoval historik Roman Jašek a nebyl vyslyšen, ač je omyl snadno doložitelný například referáty z dobového tisku. V ročníku 1939/40 se Viktoria Žižkov (mateřský klub Vojtěcha Bradáče) jen těžko zachraňovala v lize. Na pomoc si pozvala Oldřicha Zajíčka ze Sparty a Vojtěcha Bradáče ze Slavie. Mladší Antonín Bradáč v tomto období hrával v divizním klubu Rolný Prostějov. Vojtěch Bradáč ve Viktorii Žižkov vstřelil šest branek, pomohl k záchraně a vrátil se do Slavie Praha.
Díky novému přístupu do historických médií, zabývajících se francouzským fotbalem v meziválečném a poválečném období (například L´Auto-velo) byly nalezeny záznamy o účinkování dvou československých fotbalistů ve francouzské lize. Vojtěch Bradáč v ročníku 1936/37 nastřílel v 18 zápasech 10 branek za FC Sochaux. Spolu se šesti brankami za Viktorii Žižkov stouplo konto tohoto kanonýra na 171 branek.
Vlastimil Preis hrál v ročníku 1947/48 za AS Cannes, odehrál 12 zápasů a vstřelil sedm branek, jeho konto se navýšilo na 113 branek.

## Čekatelé (18. července 2025)
ligoví hráči jsou označeni tučně
| Č.  | Jméno            | Branky | Datum poslední | Klub                               |  |
| --- | ---------------- | ------ | -------------- | ---------------------------------- |  |
| 1.  | Patrik Schick    | 98     | 17. 5. 2025    | Bayer 04 Leverkusen                |  |
| 2.  | Zdeněk Ondrášek  | 97     | 19. 5. 2024    | SK Dynamo Č. Budějovice (II. liga) |  |
| 3.  | Tomáš Necid      | 89     | 18. 12. 2021   | SK Slavia Praha „B”(II. liga)      |  |
| 4.  | Jan Kuchta       | 81     | 27. 7. 2025    | AC Sparta Praha                    |  |
| 5.  | Michael Krmenčík | 80     | 4. 12. 2024    | 1.FC Slovácko                      |  |
| 6.  | Jan Kalabiška    | 69     | 4. 8. 2024     | FC Zlín                            |  |
| 6.  | Václav Jurečka   | 69     | 4. 10. 2024    | Çaykur Rizespor                    |  |
| 7.  | Tomáš Chorý      | 68     | 29. 7. 2025    | SK Slavia Praha                    |  |
| 8.  | Tomáš Souček     | 67     | 11. 5. 2025    | West Ham United FC                 |  |
| 10. | Josef Hušbauer   | 63     | 3. 1. 2021     | Spartakos Kitiou (Kypr, II. liga)  |  |
| 11. | Milan Petržela   | 60     | 28. 10. 2023   | 1. FC Slovácko                     |  |
| 12. | Jan Kopic        | 59     | 15. 12. 2024   | FC Viktoria Plzeň                  |  |
| 13. | Jakub Hora       | 53     | 25. 5. 2025    | FC Táborsko (II. liga)             |  |
| 14. | Jakub Plšek      | 51     | 24. 5. 2025    | MTK Budapešť                       |  |
| 15. | Mojmír Chytil    | 50     | 19. 4. 2025    | SK Slavia Praha                    |  |
| 16. | Adam Hložek      | 49     | 3. 5. 2025     | TSG 1899 Hoffenheim                |  |
| 17. | Tomáš Přikryl    | 48     | 1. 3. 2024     | Odra Opole (Polsko, II. liga)      |  |
| 18. | Jaromír Zmrhal   | 46     | 31. 8. 2024    | Apollon Limassol                   |  |
| 18. | Jan Kliment      | 46     | 19. 4. 2025    | SK Sigma Olomouc                   |  |
| 20. | Ondřej Lingr     | 45     | 15.6. 2025     | Houston Dynamo FC                  |  |
| 21. | Antonín Barák    | 44     | 19. 1. 2025    | ACF Fiorentina                     |  |
| 21. | Matěj Pulkrab    | 44     | 19.7. 2025     | FK Teplice                         |  |
| 21. | Pavel Šulc       | 44     | 18.7. 2025     | FC Viktoria Plzeň                  |  |
| 24. | Lukáš Juliš      | 42     | 12. 5. 2024    | MŠK Žilina                         |  |
| 25. | Vladimír Darida  | 41     | 17. 2. 2024    | FC Hradec Králové                  |  |

Seznam některých hráčů, kterým se nepodařilo vstřelit 100 ligových gólů:
| Č.  | Jméno           | Branky | Poslední klub                                           |
| 1.  | Josef Zeman     | 99     | Sparta Praha                                            |
| 1.  | Pavel Nedvěd    | 99     | Juventus Turín                                          |
| 3.  | Vojtech Masný   | 98     | Trenčín                                                 |
| 4.  | Antonín Bradáč  | 95     | SK Slavia Praha                                         |
| 4.  | Pavel Korejčík  | 95     | FC Dukla Praha (včetně sedmi za Selangor FC v Malajsii) |
| 6.  | Marek Kincl     | 94     | FK Bohemians Praha                                      |
| 7.  | Martin Doležal  | 93     | MFK Karviná                                             |
| 8.  | Pavel Horváth   | 92     | Viktoria Plzeň                                          |
| 8.  | Luděk Zelenka   | 92     | Bohemians 1905                                          |
| 10. | Tomáš Wágner    | 91     | FK Příbram                                              |
| 11. | František Hájek | 90     | Plzeň                                                   |
| 11. | Ladislav Kuna   | 90     | Trnava                                                  |
| 11. | Dušan Galis     | 90     | Slovan Bratislava                                       |
|     |                 |        |                                                         |